# Олах, Ибойя
И́бойя О́лах (венг. Oláh Ibolya, род. 31 января 1978, Ньиредьхаза, Венгрия) — венгерская певица.

## Биография
Венгерская исполнительница цыганского происхождения. Её имя в переводе с венгерского означает «фиалка». Родилась в Ньиредьхазе, воспитывалась до совершеннолетия в Тисадобе, где обучалась сельскому хозяйству. Некоторое время училась в музыкальной школе в Будапеште, но не закончила её. Выучилась петь и играть на гитаре большей частью самостоятельно. После нескольких неудачных выступлений на конкурсах талантов, участвовала в первом сезоне шоу «Мегастар» (2003-2004), где стала второй после Веры Тот. Её дебютный альбом, вышедший в 2004, поднялся на первое место в Венгерском альбомном чарте и продержался там 41 неделю подряд.
В ноябре 2011 заявила о своей нетрадиционной сексуальной ориентации на страницах таблоида «Blikk».

## Дискография

### Синглы
- 2004 "Nem kell" (№ 20 в МАНАС Радио Топ 40; № 21 в выборе редакторов МАНАС)
- 2005 "Magyaroszág" (№ 2, № 5, № 124 в Euro 200)
- 2005 "Édes méreg" (№ 12 в Топ 40)
- 2006 "Nézz vissza" (№ 24 в Топ 40)
- 2006 "Valamit valamiért" feat. Roy & Ádám (№ 27 в Топ 40)
- 2008 "Egy elfelejtett dal" feat. Zsuzsa Cserháti & Caramel (№ 13 в Топ 40)
- 2010 "Ritmus" (№ 4 в Топ 40)
- 2010 "Baby" (№ 8 в Топ 40)